# 堀啓
堀 啓（ほり ひらく、1982年4月3日 - ）は、日本の男性キックボクサー。宮城県仙台市出身。東北学院高等学校卒業。小比類巻道場所属。
バックボーンは空手。約2メートルの長身から繰り出すキックが主な武器。高校卒業後すぐにK-1デビューし、100年に1度の逸材としてテレビ番組「超K-1宣言」で何度も取り上げられ、日大レスリング部への出稽古を行なうなど、K-1JAPANの超新星として期待された。ピーター・アーツ、シリル・アビディ、武蔵、マイティ・モー、などの一流選手との対戦経験がある。

## 来歴
2001年4月15日、フリーとしてK-1デビュー。デビューを白星を飾る。セコンドには伊藤隆がついた。
2003年よりチームドラゴン所属となった。
2003年6月29日、『K-1 BEAST II 2003』で中村和裕と対戦し、左ハイキックでKO勝ち。
2006年8月の「24時間テレビ29」では、潜水に挑戦し、58mを記録した。
2007年10月13日、『K-1 Fighting Network Latvia 2007』でのマキシム・ネレドバ戦を最後に現役引退。
2008年夏にチームドラゴンを辞め、HIDE'S KICKに移籍した。
2009年3月28日、K-1 WORLD GP 2009 IN YOKOHAMAで極真会館の佐藤匠と対戦し、3Rに2度のダウンを奪われた後、セコンドからのタオル投入によるTKO負けを喫した。
2009年12月23日、小比類巻道場所属で現役復帰宣言をした。
2010年4月29日、Krush初参戦となったKrush.6で長谷川康也と対戦し、KO勝ち。
2010年8月14日、Krush.9で福田雄平と対戦し、タオル投入によるTKO勝ちを収めた。

## 戦績
| キックボクシング 戦績 | キックボクシング 戦績 | キックボクシング 戦績 | キックボクシング 戦績 | キックボクシング 戦績 | キックボクシング 戦績 | キックボクシング 戦績 |
| --------------------- | --------------------- | --------------------- | --------------------- | --------------------- | --------------------- | --------------------- |
| 26 試合               | (T)KO                 | 判定                  | その他                | 引き分け              | 無効試合              |                       |
| 13 勝                 | 7                     | 6                     |                       | 0                     | 0                     |                       |
| 13 敗                 | 11                    | 2                     | 0                     | 0                     | 0                     |                       |

| 勝敗 | 対戦相手                     | 試合結果                                  | 大会名                                                                       | 開催年月日     |
| ○    | 福田雄平                     | 3R 2:07 TKO（タオル投入）                 | Krush.9                                                                      | 2010年8月14日  |
| ○    | 長谷川康也                   | 2R 1:09 KO（3ノックダウン：パンチ連打）   | Krush.6                                                                      | 2010年4月29日  |
| ×    | 佐藤匠                       | 3R 1:19 TKO（タオル投入）                 | K-1 WORLD GP 2009 IN YOKOHAMA 【オープニングファイト】                       | 2009年3月28日  |
| ×    | マキシム・ネレドバ           | KO                                        | K-1 Fighting Network Latvia 2007                                             | 2007年10月13日 |
| ×    | アレキサンダー・ピチュクノフ | 1R 2:27 KO（3ノックダウン：パンチ連打）   | K-1 WORLD GP 2007 IN YOKOHAMA                                                | 2007年3月4日   |
| ○    | キム・ギョンソック           | 3R終了 判定3-0                            | K-1 WORLD GP 2006 in TOKYO 決勝戦 【オープニングファイト】                   | 2006年12月2日  |
| ×    | ピーター・アーツ             | 2R 1:23 KO（左ハイキック）                | K-1 WORLD GP 2006 in SEOUL                                                   | 2006年6月3日   |
| ×    | ジェイソン・サティー         | 3R 1:34 KO（右フック）                    | K-1 WORLD GP 2006 in AUCKLAND 【準決勝】                                     | 2006年3月5日   |
| ○    | シリル・アビディ             | 2R終了時 TKO（タオル投入）                | K-1 WORLD GP 2006 in AUCKLAND 【1回戦】                                      | 2006年3月5日   |
| ×    | ハリッド"ディ・ファウスト"   | 3R終了 判定0-3                            | K-1 WORLD GP 2005 in LAS VEGAS II 【世界最終予選 1回戦】                     | 2005年8月13日  |
| ×    | ボブ・サップ                 | 2R 1:54 KO（2ノックダウン：右フック）     | K-1 WORLD GP 2005 in HIROSHIMA 【JAPAN GP 準決勝】                           | 2005年6月14日  |
| ○    | 中迫剛                       | 3R終了 判定3-0                            | K-1 WORLD GP 2005 in HIROSHIMA 【JAPAN GP 1回戦】                            | 2005年6月14日  |
| ×    | ガオグライ・ゲーンノラシン   | 3R終了 判定0-3                            | K-1 WORLD GP 2005 in SEOUL 【ASIA GP 準決勝】                                | 2005年3月19日  |
| ○    | イ・ミョンジュ               | 3R終了 判定3-0                            | K-1 WORLD GP 2005 in SEOUL 【ASIA GP 1回戦】                                 | 2005年3月19日  |
| ×    | ノブ・ハヤシ                 | 3R 2:31 KO（2ノックダウン：右ローキック） | K-1 BEAST 2004 in SHIZUOKA 〜JAPAN GP 決勝トーナメント〜 【JAPAN GP 準決勝】 | 2004年6月26日  |
| ○    | 子安慎悟                     | 3R終了 判定3-0                            | K-1 BEAST 2004 in SHIZUOKA 〜JAPAN GP 決勝トーナメント〜 【JAPAN GP 1回戦】  | 2004年6月26日  |
| ×    | シリル・アビディ             | 3R 2:58 KO（3ノックダウン）               | K-1 WORLD GP 2004 in SAITAMA                                                 | 2004年3月27日  |
| ×    | マイティ・モー               | 4R 1:22 KO（3ノックダウン：右フック）     | K-1 BURNING 2004 〜沖縄初上陸〜                                              | 2004年2月15日  |
| ×    | 武蔵                         | 2R 3:00 KO（2ノックダウン：左ローキック） | K-1 SURVIVAL 2003 〜JAPAN GP 決勝戦〜 【JAPAN GP 準決勝】                    | 2003年9月21日  |
| ○    | 富平辰文                     | 3R終了 判定2-0                            | K-1 SURVIVAL 2003 〜JAPAN GP 決勝戦〜 【JAPAN GP 1回戦】                     | 2003年9月21日  |
| ○    | 中村和裕                     | 2R 1:58 KO（左ハイキック）                | K-1 BEAST II 2003 【K-1 JAPAN GP 2003 出場決定戦】                           | 2003年6月29日  |
| ○    | 西田和嗣                     | 2R 1:11 KO（左上段膝蹴り）                | K-1 BEAST 2003 〜山形初上陸〜 【オープニングファイト】                       | 2003年4月6日   |
| ×    | 滝川リョウ                   | 2R 1:02 KO（右フック）                    | K-1 BURNING 2002 〜広島初上陸〜 【オープニングファイト】                     | 2002年4月21日  |
| ○    | 青柳雅英                     | 3R終了 判定3-0                            | K-1 ANDY MEMORIAL 2001 〜JAPAN GP 決勝戦〜                                   | 2001年8月19日  |
| ○    | 鈴木ミツル                   | 2R 0:39 KO（左ローキック）                | K-1 SURVIVAL 2001 〜JAPAN GP 開幕戦〜                                        | 2001年6月24日  |
| ○    | 竜馬                         | 3R 1:17 KO（膝蹴り）                      | K-1 BURNING 2001 〜火の国熊本初上陸〜 【フレッシュマン・ファイト】           | 2001年4月15日  |